# Tanabe Taichi

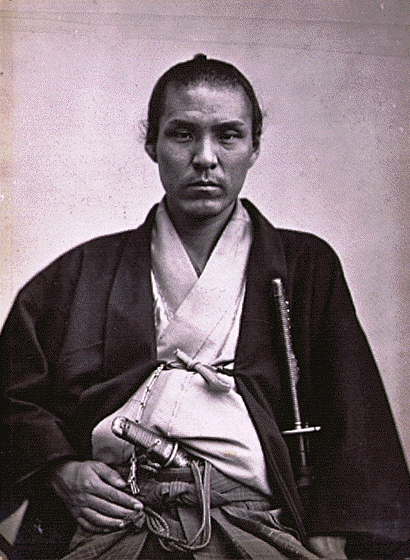
Tanabe Taichi

Tanabe Taichi (japanisch 田辺 太一, Vorname auch Yasukazu gelesen; geboren 21. Oktober 1831 in Edo (Provinz Musashi); gestorben 16. September 1915 in Tokio) war ein japanischer Diplomat vom Ende der Edo-Zeit bis in den Beginn der Meiji-Zeit.

## Leben und Wirken

### Frühe Jahre
Tanabe Taichi wurde als Sohn von Tanabe Sekian (田辺 石庵; 1781–1857), einem Konfuzianisten und Gefolgsmann des Shogunats, geboren. Er besuchte die Ausbildungseinrichtung des Shogunats, die „Shōhei gakumon-jo“ (昌平坂学問所), kurz Shōheikō (昌平黌), die er als einer der Besten absolvierte. Er wurde dann Lehrer an der Ausbildungsstätte „Kofu Kitenkan“ (徽典館) in der Provinz Kai, wurde nach der durch Admiral Perry erzwungenen Öffnung Japans für das Ausland 1859 Mitarbeiter des „Kommissariats für Auslandsangelegenheiten“ (外国奉行, Gaikoku bugyō), dann 1863 Kommissar. Er begleitete 1864 Ikeda Nagaoki (1837–1879) nach Paris, der mit seiner Delegation über die Schließung des Hafens von Yokohama zu verhandeln beabsichtigte. Die Verhandlungen über die Schließung des Hafens schlugen jedoch fehl, die Gesandten kehrten nach Japan zurück, um eine Öffnung des Landes vorzuschlagen. Die Reise wurde vom Shogunat scharf kritisiert, Tanabe musste sein Amt aufgeben.
1866 konnte Tanabe sein Amt wieder aufnehmen. Im Januar des folgenden Jahres begleitete er Tokugawa Akitake (1853–1910), den offiziellen japanischen Gesandten, zur Weltausstellung in Paris. Mukōyama Tōson (向山 黄村; 1826–1897), der japanische Gesandte in Frankreich, übernahm die Aufgabe, mit der französischen Regierung über die gegenseitigen Beziehungen zu verhandeln.

### Spätere Zeit
Bei Tanabes Rückkehr nach Japan hatte sich die politische Situation durch die Meiji-Restauration stark verändert, das letzte Oberhaupt der Tokugawa-Familie, Shogun Tokugawa Yoshinobu, hatte abgedankt und war nach Shizuoka gezogen. Im März 1868 wurde Tanabe Professor an der Militärakademie Numazu (沼津兵学校, Numazu heigakkō). Im Januar 1871 wurde er in die neue Regierung als Außenminister (外務少丞, Gaimu shōjō) berufen, im folgenden Jahr besuchte er als Mitglied der Iwakura-Mission die Vereinigten Staaten und Europa. 1875 reiste er mit Ōkubo Toshimichi nach Peking, um mit der Qing-Regierung über die Entsendung von Truppen nach Taiwan zu verhandeln. 1880 wirkte er im Qing-China, 1884 war er Mitglied des Senats, 1888 Mitglied des Ältestenrates und 1895 Mitglied des Oberhauses des Parlaments.
Tanabe beschäftigte sich mit Geschichte und veröffentlichte 1891 „Bakumatsu Gaikokudan“ (幕末外交談) – „Gedanken zur Außenpolitik in der Bakumatsu-Zeit“. Als Geschichte über das Ende des Tokugawa-Shogunats, geschrieben von der Seite des Shogunats, ist es zusammen mit Fukuchi Gen’ichirōs „Der Untergang des Shogunats“ (幕府衰亡論, Bakufu no suibō-ron) ein Meisterwerk.
Die Schriftstellerin und Essayistin Miyake Kaho (1868–1943) war Tanabes älteste Tochter.